# Вознесенье (Нижегородская область)
Вознесе́нье — село в составе Крутцовского сельсовета Ветлужского района Нижегородской области.
Располагается на правом берегу реки Ветлуги.
По данным на 1999 год, численность населения составляла 37 чел.